# Monte di Pietà ou Seralcadi
Monte di Pietà (en français : Mont-de-piété) ou Seralcadi, également connu orthographié Seralcadio, est un quartier de Palerme, en Sicile. Il s'agit de la troisième des unités de premier niveau de Palerme.
Il est situé dans le centre historique de la ville et est l'un des quatre quartiers historiques formant la première Circonscription.

## Description
Fondé par les Arabes, il est évoqué par le géographe et voyageur Ibn Hawqa sous le nom de Harat'as Saqalibah (quartier des Slavons). Il prend le nom de Seralcadi (Sâri al-qâdi) sous domination normande.
Il est connu comme Il Capo, en raison de la présence, en son sein, du marché historique du même nom, qui est accessible en traversant Porte Carini. Il est l'un lieux préférés des touristes grâce au marché qui conserve encore beaucoup de ses caractéristiques d'origine. Dans le quartier on trouve également le Musée diocésain.

## Monuments
- Cathédrale de Palerme
- Palazzo Arcivescovile
- Chiesa di Sant'Agostino
- Chiesa dei Diecimila Martiri
- Museo Diocesano
- Teatro Massimo
- Porte Carini
- Teatro Nuovo Montevergini
- Nuova Pretura
- Museo Diocesano
- Teatro al Massimo
- Chiesa dell'Angelo custode